# 毗邻雀麦
毗邻雀麦（学名：Bromus confinis）为禾本科雀麦属下的一个种。

## 扩展阅读
- 維基物種上的相關：毗邻雀麦